# 髙橋光成
- 高橋光成

髙橋 光成（たかはし こうな、1997年2月3日 - ）は、群馬県利根郡利根村（現：沼田市）出身のプロ野球選手（投手）。右投右打。埼玉西武ライオンズ所属。

## 経歴

### プロ入り前
利根村立利根東小学校（現在の沼田市立利根小学校）出身。同校1年生の時に「利根ジュニア」に入り野球を始め、当時は投手と外野手でプレーして、利根中学校では投手。また、中学時代は沼田市の軟式野球クラブ「NBAトレジャーズ」でもプレーしていた。脇本直人とは小学校の時からの知り合いで、中学時代はクラブでのチームメイトだった。
前橋育英高校に入学すると1年生の夏からベンチ入りし、秋にはチームのエースになった。2年生の時は第95回全国高等学校野球選手権大会初戦の岩国商業高校戦で連続奪三振数で歴代2位の9者連続奪三振を記録し完封、2回戦も完封、3回戦で1失点（自責点0）完投、準々決勝ではリリーフで登板し、準決勝では1失点（自責点0）完投勝利で勝ち上がると、延岡学園高校との決勝では3失点（自責点2）完投勝利を収め、前橋育英は初出場で初優勝となった。大会通算成績は6試合50回を投げ自責点2、防御率0.36。優勝メンバーに、1学年上で現在はプロレスラーの田村ハヤトがいる。大会後は8月30日から9月8日まで国際野球連盟の主催で行われた第26回AAA世界野球選手権大会日本代表に選ばれた。3年生の時は第96回全国高等学校野球選手権群馬大会3回戦の健大高崎高校戦で、脇本に逆転打を打たれるなど6失点を喫し、チームは敗退した。大会後に9月1日から6日までアジア野球連盟の主催でタイのバンコクで行われた第10回18Uアジア野球選手権大会の日本代表に選ばれ、フィリピン戦では5回、チャイニーズタイペイ戦では4回2/3をそれぞれ投げ共に自責点0だった。2学年後輩に小川龍成がいる。
2014年10月23日に行われたプロ野球ドラフト会議で埼玉西武ライオンズから1位指名を受け、契約金1億円プラス出来高払い5000万円、年俸1300万円（金額は推定）で合意し、入団した。背番号は17。一時阪神タイガース及び福岡ソフトバンクホークスの1位候補や広島東洋カープの外れ1位候補に名が挙がったが、ドラフト直前に西武が1位指名を明言、結局会議では西武の単独指名となった。新入団選手発表会で登録名はフルネームの「髙橋光成」となることが発表された。

### 西武時代
2015年、4月28日に同チームの山川穂高・石川貢と共に侍ジャパン大学日本代表 対 NPB選抜のNPB選抜に選出されたことが発表された。6月29日に行われたこの試合では救援で1回を投げ、吉田正尚（青山学院大学）の本塁打により1失点を喫した。8月2日の福岡ソフトバンクホークス戦でプロ初登板・初先発となり、3回0/3を5安打4四死球4失点（自責点3）の内容でプロ初黒星を喫した。続く同9日のオリックス・バファローズ戦では5回1/3を投げ、1安打5四球無失点の内容でプロ初勝利。8月23日の千葉ロッテマリーンズ戦では9回6安打2四球無失点の内容でプロ初完投・初完封勝利を挙げた。続く同31日の東北楽天ゴールデンイーグルス戦では5回2失点でシーズン4勝目を挙げ、8月は5試合の登板で4勝1敗・防御率2.96と好成績を収め、パ・リーグの月間MVPを獲得した。ルーキーイヤーは二軍で13試合に登板し、4勝4敗・防御率3.69の成績でイースタン・リーグの優秀選手賞を受賞。一軍では8試合に登板し、5勝2敗・防御率3.07という成績でオフに500万円増となる推定年俸1800万円で契約を更改した。
2016年、3月20日の二軍での東京ヤクルトスワローズ戦で初回に球審からの球を捕球し損ねて顔に当て右頬を骨折したが、大事には至らず、4月3日の二軍戦で実戦復帰、同30日のソフトバンク戦で一軍復帰を果たした。5月6日の北海道日本ハムファイターズ戦で先発登板した際、一死満塁の6回に暴投。本塁のベースカバーに入り、突入してきた二塁走者の淺間大基をタッチアウトにしたが、審判団のビデオ判定の結果、ベースカバーの際に左足が本塁をわずかに塞いでいたことが確認されたため、コリジョンルールの適用により判定が覆りセーフとなり、この年から導入された同ルールによって判定が覆った初の事案となった。5月26日に県営大宮球場で開催された楽天戦では完封勝利を挙げた。しかし、群馬・前橋で開催され凱旋登板となった6月24日のロッテ戦では、5回までを1失点で抑えるも6回に捕まり、5回2/3を投げて7失点でシーズン3敗目を喫すると、以降は6回に捕まる試合が増えていき、8月7日の楽天戦でも敗戦投手、7試合連続の黒星となり自身8連敗を喫した。同14日のオリックス戦で連敗を止めたものの、その後も黒星が先行し、中継ぎへ配置転換された。この年は22試合（19先発）に登板し、4勝11敗・防御率4.42、リーグ最多の12暴投を記録。オフに500万円増の推定年俸2300万円で契約を更改した。
2017年は開幕ローテーション入りを果たしたが、日程の都合で5月19日に登録抹消。交流戦から復帰する見込みであったが、右肩の違和感で先発を回避し、そのまま長期離脱。9月24日のオリックス戦で復帰したものの、復帰後の一軍登板はこの1試合のみであり、この年は7試合の登板で3勝4敗にとどまった。オフにウィンターリーグに参加し、契約更改では150万円減となる推定年俸2150万円でサインをした。
2018年は右肩の故障などがあり出遅れ、シーズン初登板は8月8日のオリックス戦であった。6回4失点と苦しむも援護に恵まれ、シーズン初勝利を挙げたが、翌週の先発マウンドでも6回4失点で敗戦投手。翌8月17日に出場選手登録を抹消され、その後の先発機会は優勝決定後である10月3日の日本ハム戦1試合のみであり、8回2失点で勝利投手となるも、142球7四球と制球に苦しみ、クライマックスシリーズ登板に向けてのアピールとはならなかった。登板3試合、2勝は共にプロ入り後最少の成績であり、オフに300万円減となる推定年俸1850万円で契約を更改した。また、背番号が西口文也の引退以降欠番となっていた13に変更された。
2019年は開幕から12先発で7勝4敗・防御率3.68と先発ローテーションを守り、プロ5年目でオールスターゲームに初選出された。第2戦の2回に2番手で登板したが、1回6失点と炎上し、ほろ苦い初球宴となった。7月以降は自己最短の1回0/3、自己ワーストの8失点でノックアウトされた試合があったりと調子を落とし、9月8日に出場選手登録を抹消されると、右肘内側靱帯炎症と診断され、その後のレギュラーシーズンやクライマックスシリーズでの登板は無かった。この年は21試合に登板し、10勝6敗・防御率4.51という成績で自身初の2桁勝利を記録。オフに2150万円増となる推定年俸4000万円で契約を更改した。
2020年は新型コロナウイルスの影響で120試合制となる。開幕は先発ローテーション入りしたが、調子が上がらず7月23日に出場選手登録を抹消され、8月4日に再登録されたが、同11日の楽天戦でも敗戦投手となり、自身5連敗を喫した。ただ、次の登板となった8月18日のオリックス戦で自身の連敗を止めると調子を上げ、9月1日のロッテ戦では7回一死まで無安打無得点の好投。続く同8日のオリックス戦でも8回まで無安打無得点、9回先頭打者にヒットを打たれたものの後続を抑え、自身4年ぶり3度目の完封勝利を達成した。この年は20試合に登板し、初めて規定投球回に到達。8勝8敗・防御率3.74という成績でオフに2700万円増の推定年俸6700万円で契約を更改した。
2021年は春季キャンプ中に辻発彦監督から、自身初となるシーズン開幕投手としての指名を受けた。3月26日のオリックス戦に開幕投手として先発し、7回1/3を3失点の内容で勝利投手となった。交流戦前は9試合で負け無しの5連勝、防御率2.45と好調であったが、5月28日の阪神戦でドラフト1位ルーキー佐藤輝明に2本の本塁打を打たれると、その後のヤクルト戦・中日ドラゴンズ戦では2試合連続で4回持たずにノックアウトを喫し、交流戦は3試合で2敗、防御率11.25、被打率.414と打ち込まれた。リーグ戦再開後は復調し、チームの勝ち頭として白星を重ねていったが、非常に被本塁打が多く辻監督からは度々詰めの甘さを指摘された。9月20日のオリックス戦では5回までに6点の援護がありながら、2本の本塁打などで追い上げを許し、8回には長打で逆転の場面を招くも二死満塁からT-岡田を打ち取り、8回4失点で自己最多の11勝目を挙げた。松坂大輔の引退試合となった10月19日の日本ハム戦では、松坂が先発して打者1人で降板、十亀剣を挟んで2回表から3番手として登板。自身5年ぶりのリリーフ登板であったが、野村佑希に決勝の3点本塁打を打たれるなど、4回4失点で敗戦投手となった。この年は27試合（26先発）の登板で11勝9敗、リーグ2位の173回2/3を記録し、年間を通して先発ローテーションを守ったが、被本塁打数もリーグで2番目に多く、防御率3.78はリーグの規定投球回到達者14人中13位。交流戦の不調だけでなく、11勝目を挙げて以降の登板では4戦4敗を喫するなど、好不調の波が激しいシーズンであった。オフには選手会長に就任し、契約更改では4300万円増となる推定年俸1億1000万円でサインをした。
2022年、前年のシーズン終盤に失速したことを反省し、「1年間を通して効率よく、いいボールを投げるために」と余計な動きを省いたフォーム改造に着手。春季キャンプ中に2年連続となる開幕投手に指名されたが、オリックスとの開幕戦では7回2失点で敗戦投手となった。その後も好投手との投げ合いで先制点を許して敗戦投手となる試合が目立ち、前半戦を終えて6勝7敗と黒星が先行。前半戦最後の登板となった7月23日の楽天戦でも田中将大と投げ合い、7回2失点（自責点1）も先制点を許して勝敗は付かず、辻監督から「絶対先に点をやってはいけないという投球をしてほしかった」と指摘された。後半戦に入っても先制点を許す試合が続き、6月24日の楽天戦を最後に白星から遠ざかっていたが、8月16日のソフトバンク戦で7勝目を挙げると、そこから自身4連勝を記録。9月13日のソフトバンク戦で敗戦投手となったものの、同27日のソフトバンク戦で自己最多を更新する12勝目を挙げた。この年はチームがプロ野球史上最長となる「開幕から94試合連続で完投なし」と先発陣がイニングを稼げず、リリーフ陣の負担が大きい中、8月30日の日本ハム戦では8回一死まで107球1失点という内容で2点リードを保っていたが、走者無しの場面で交代を告げられ、悔しさを露にした。最終的には2年連続で完投0と課題は残したものの、26試合の先発登板で12勝8敗、175回2/3を投げて被本塁打9・防御率2.20と投球内容を大きく改善させた。自身初のポストシーズンでの登板となったソフトバンクとのCSファーストステージ第1戦では千賀滉大との投げ合いとなったが、3回裏に先制点を許し、さらに柳田悠岐に3点本塁打を打たれて一挙4失点。6回裏にも追加点を許し、6回6安打4四死球4奪三振5失点という内容で敗戦投手となった。オフの契約更改では初めて代理人を同席させ、7000万円増の推定年俸1億8000万円プラス出来高払いでサイン。また、交渉の席では将来的なMLB挑戦を球団に初めて直訴した。
2023年は平均球速（前年147km/h）の3km/h以上アップを目指し、フォームを改良。3年連続3度目の開幕投手に指名され、オリックスとの開幕戦に先発すると、最速156km/hを計測し、8回1失点と好投したが、リリーフ陣が同点に追いつかれたことで勝敗は付かなかった。続く4月8日のソフトバンク戦でも8回無失点と好投し、シーズン初勝利。また、この試合の2回裏にプロ野球史上27人目（28度目）となる「1イニング4奪三振」を記録した。同22日のオリックス戦では山本由伸と投げ合い、4回裏に杉本裕太郎に先制2点本塁打を打たれたが、打線が11安打と山本を打ち崩して逆転すると、9回裏のマウンドにも上がり、9回二死から森友哉を自己最速157km/hのストレートで見逃し三振に打ち取り、5安打2失点で勝利投手。自身3シーズンぶりの完投を無四球で飾った。続く4月29日の楽天戦で4回5安打3四死球5失点（自責点3）という内容でシーズン初黒星を喫して以降は6回5安打4四死球1失点、7回6安打6四死球2失点（勝利投手）と粘りの投球ながらも、四死球の増加が目立った。6月10日のヤクルト戦でも7回5安打4四球1失点と走者を背負いながらも好投したが、打線の援護が無く敗戦投手。西口文也と野上亮磨が保持していた球団ワースト記録を上回る、自身交流戦7連敗を喫した。続く6月17日の広島東洋カープ戦では4回4失点（自責点3）で自身4連敗となったが、同24日の楽天戦で8回無失点と好投し、5月13日以来の白星となるシーズン5勝目を挙げた。その後は2試合連続で5イニングで降板したものの、7月16日の日本ハム戦で9回4安打1四球6奪三振無失点と好投し、自身3年ぶり4度目の完封勝利を挙げた。続く同25日のロッテ戦でも9回5安打1四球7奪三振無失点と好投し、2試合連続で完封勝利を挙げた。8月8日の日本ハム戦では8回2失点の好投でシーズン9勝目を挙げ、自身4連勝となったが、体調不良により、同12日に特例2023で出場選手登録を抹消され、数日間チームから離脱。8月26日の日本ハム戦で一軍復帰を果たしたが、5回7失点で敗戦投手となった。9月10日の日本ハム戦で3年連続となる2桁勝利を達成したものの、同20日にコンディション調整を理由に出場選手登録を抹消された。その後の一軍登板はなくシーズンを終え、この年は23試合の先発登板で10勝8敗・防御率2.21、リーグ最多の4完投を記録。ただ、ポスティングシステムによるMLB挑戦については、前年の話し合いで設定した成績等の条件を満たしておらず、球団からは容認されずに今オフのMLB挑戦を断念した。また、11月25日には2年間務めた選手会長を退任し、後任は外崎修汰が務めることが決定。12月5日の契約更改交渉では8500万円増となる推定年俸2億6500万円でサインした。
2024年は春季キャンプ中の2月7日のブルペン投球後に右肩の張りを訴え、調整がペースダウン。この年初の実戦登板は3月16日の二軍戦となり、6年ぶりに開幕ローテーションから外れた。二軍での4試合の登板を経て、4月14日のソフトバンク戦でシーズン初登板初先発となったが、6回9安打3四球5奪三振4失点の内容で敗戦投手。その後は、四死球を皮切りに先制点や逆転を許す投球が目立ち、白星から遠ざかった。5月31日の読売ジャイアンツ戦で3回1/3を3失点で敗戦投手となり、ライアン・グリンが保持していた「交流戦での連続登板敗戦投手」のNPBワースト記録（8戦8敗）を更新。続く6月8日の阪神戦でも5回4失点で敗戦投手となり、青山浩二が保持していた交流戦での連敗のNPBワースト記録（9連敗）を更新した。豊田清投手コーチが「試行錯誤している中でこちらも使い続けた。平良の怪我や與座の不調もあり、光成には健康であるなら投げてほしかった」と話したチーム事情もあり、先発ローテーションを回ったものの、開幕8連敗と調子が上がらず、6月24日に出場選手登録を抹消され、無期限の二軍再調整となり、その後は二軍でも苦しい投球が続いた。8月12日の日本ハム戦で50日ぶりに先発して以降は、再び先発ローテーションを回ったが、9月3日のオリックス戦でも6回2/3を3失点で敗戦投手となり、1960年の大津守（近鉄）に並ぶパ・リーグワーストタイ記録の開幕11連敗。続く同10日の日本ハム戦では左脇腹の違和感により、5回無失点で降板して勝敗は付かず、翌11日に出場選手登録を抹消され、残りのシーズンは登板を回避し、秋季キャンプでもリハビリ組での調整となった。この年は15試合の先発登板で0勝11敗・防御率3.87、投球イニングは81回1/3と5年ぶりに規定投球回未到達。また、援護率1.13と打線の援護にも恵まれず、プロ10年目で初の一軍未勝利に終わり、オフに5500万円減となる推定年俸2億1000万円で契約を更改した。
2025年はオープン戦で計3試合・13イニングを1失点と順調な調整を見せ、日本ハムとの開幕3戦目でシーズン初登板初先発となったが、5回6失点で敗戦投手。4月15日のオリックス戦では試合序盤に制球が定まらない中、7回1失点（自責点0）にまとめたものの、打線の援護がなくシーズン2敗目が記録され、「シーズンを跨いだ最長連敗」の球団ワースト記録を更新する自身13連敗を喫した。続く同22日のロッテ戦でも、降板目前で遊撃・滝澤夏央の悪送球により同点を許し、6回1失点（自責点0）で勝敗つかずと不運が続いたが、4月29日の楽天戦で6回4安打2四球2奪三振無失点と力投し、一軍では21試合・597日ぶりとなる白星を挙げた。5月15日の登板を終えた時点ではWHIP1.35と被出塁が多く、7先発・40イニングを投げて2勝3敗・防御率2.93という成績であったが、中11日での凱旋登板となった5月27日の楽天戦で7回1失点（自責点0）の熱投。この試合も含め、3試合連続HQSを記録したものの、白星に恵まれず、6月20日の巨人戦では第1打席で先制点に繋がるプロ初安打を放ち、投げては6回2失点と試合を作るもシーズン4敗目を喫した。

## 選手としての特徴
| 球種         | 配分 % | 平均球速 km/h |
| ------------ | ------ | ------------- |
| ストレート   | 38.9   | 150.2         |
| フォーク     | 23.6   | 140.9         |
| スライダー   | 22.9   | 132.7         |
| カットボール | 11.9   | 141.7         |
| カーブ       | 02.7   | 123.2         |

最速157km/hの速球、スライダー、フォーク、カットボールなどを投げる。
投球フォームはスリークォーター。高校時代から顔を振って投げるなど上下のバランスが悪く、プロ入り後も上体のブレを制御できず球が暴れることが少なくなかった。加えて主体となる変化球がフォークと縦のスライダーであるため暴投も多かった。上体のブレを抑えるために2019年から2段モーションを取り入れ、2020年からはフォーク頼みの投球スタイルから脱却するためにカットボールの習得に取り組み、2019年以降の与四球率には改善が見られたものの、暴投は依然として多い。
初めて開幕投手を務めた2021年は、「開幕からの連勝が伸びるように」と験担ぎで髪を伸ばし始め、開幕から10試合で5連勝と髪も伸び続け話題を呼んだが、6月4日のヤクルト戦で3回10失点と大炎上して連勝がストップすると、公言通りに断髪した。ただ、その後は再び髪を伸ばし、2023年の春季キャンプでは今井達也と共に「チームロン毛」を結成し、約3か月の制作期間を経て、この年の9月にチームロンゲグッズが販売された。
2024年シーズンからは自身のオリジナルブランド「DKIII」（詳細後述）のグローブを使用している。

## 人物
実家は沼田市内にある「高橋りんご園」である。農園内には、髙橋に関するグッズや写真が飾られている。また埼玉西武ライオンズでは、2022年に高橋りんご園で収穫体験ができる日帰りツアーが3度企画されている。
2021年4月から前橋市ふるさと納税大使、2021年6月から沼田市親善大使を務めている。
190cm前後の大柄で長髪という威圧感のある風貌だが、性格は極めておっとりしている。
TBS系列『ラヴィット!』の大ファン。実際に、2023年12月6日の放送にて番組観覧という形で同番組に出演している。
元読売巨人軍ファンクラブ会員。
高校の同級生にプロバスケットボールB.LEAGUE・秋田ノーザンハピネッツの熊谷航がいる。

### DKIII
DKIII（ディーケースリー）は2022年シーズンオフから始動し、2023年9月頃に完成した自身のオリジナルブランド。ブランド名には「Dominate（支配する）King（王）」「K（三振）III（3者連続）」など、1文字ずつにも文字の組み合わせにも様々な意味を持たせているという。また、マイティ・ソーが好きであることから、ブランドロゴのKの部分は雷のデザインになっている（映像外部リンク参照）。
2024年2月3日（自身の27歳の誕生日）にオリジナル商品第1弾の受注販売が開始。5月15日には、同年8月13日の西武対ソフトバンク（ベルーナドーム）のNPB公式戦の冠呼称権を取得し、同戦が「DKIIIナイター」として実施されることが発表された。現役選手が公式戦のゲームスポンサーを務めるのは、球界史上初となった。
2025年2月11日には同僚のボー・タカハシと契約を締結したことを発表し、同ブランド初のアドバイザリー契約選手が誕生した。

## 詳細情報

### 年度別投手成績
| 年 度      | 球 団      | 登 板 | 先 発 | 完 投 | 完 封 | 無 四 球 | 勝 利 | 敗 戦 | セ 丨 ブ | ホ 丨 ル ド | 勝 率 | 打 者 | 投 球 回 | 被 安 打 | 被 本 塁 打 | 与 四 球 | 敬 遠 | 与 死 球 | 奪 三 振 | 暴 投 | ボ 丨 ク | 失 点 | 自 責 点 | 防 御 率 | W H I P |
| ---------- | ---------- | ----- | ----- | ----- | ----- | -------- | ----- | ----- | -------- | ----------- | ----- | ----- | -------- | -------- | ----------- | -------- | ----- | -------- | -------- | ----- | -------- | ----- | -------- | -------- | ------- |
| 2015       | 西武       | 8     | 8     | 1     | 1     | 0        | 5     | 2     | 0        | 0           | .714  | 185   | 44.0     | 32       | 3           | 23       | 0     | 4        | 22       | 2     | 1        | 16    | 15       | 3.07     | 1.25    |
| 2016       | 西武       | 22    | 19    | 2     | 1     | 0        | 4     | 11    | 0        | 0           | .267  | 529   | 118.0    | 134      | 10          | 51       | 0     | 5        | 89       | 12    | 0        | 73    | 58       | 4.42     | 1.57    |
| 2017       | 西武       | 7     | 7     | 0     | 0     | 0        | 3     | 4     | 0        | 0           | .429  | 169   | 39.1     | 36       | 3           | 20       | 0     | 1        | 30       | 3     | 0        | 20    | 18       | 4.12     | 1.42    |
| 2018       | 西武       | 3     | 3     | 0     | 0     | 0        | 2     | 1     | 0        | 0           | .667  | 91    | 20.0     | 17       | 2           | 13       | 0     | 1        | 15       | 1     | 0        | 10    | 10       | 4.50     | 1.50    |
| 2019       | 西武       | 21    | 21    | 1     | 0     | 0        | 10    | 6     | 0        | 0           | .625  | 554   | 123.2    | 144      | 13          | 47       | 1     | 14       | 90       | 7     | 1        | 77    | 62       | 4.51     | 1.54    |
| 2020       | 西武       | 20    | 20    | 1     | 1     | 0        | 8     | 8     | 0        | 0           | .500  | 501   | 120.1    | 100      | 9           | 44       | 0     | 7        | 100      | 6     | 0        | 51    | 50       | 3.74     | 1.20    |
| 2021       | 西武       | 27    | 26    | 0     | 0     | 0        | 11    | 9     | 0        | 0           | .550  | 728   | 173.2    | 157      | 23          | 62       | 0     | 6        | 127      | 13    | 0        | 81    | 73       | 3.78     | 1.26    |
| 2022       | 西武       | 26    | 26    | 0     | 0     | 0        | 12    | 8     | 0        | 0           | .600  | 705   | 175.2    | 153      | 9           | 51       | 2     | 11       | 128      | 5     | 0        | 48    | 43       | 2.20     | 1.16    |
| 2023       | 西武       | 23    | 23    | 4     | 2     | 1        | 10    | 8     | 0        | 0           | .556  | 626   | 155.0    | 123      | 8           | 47       | 1     | 7        | 120      | 7     | 0        | 47    | 38       | 2.21     | 1.10    |
| 2024       | 西武       | 15    | 15    | 0     | 0     | 0        | 0     | 11    | 0        | 0           | .000  | 362   | 81.1     | 94       | 5           | 24       | 0     | 6        | 61       | 3     | 1        | 39    | 35       | 3.87     | 1.45    |
| 通算：10年 | 通算：10年 | 172   | 168   | 9     | 5     | 1        | 65    | 68    | 0        | 0           | .489  | 4450  | 1051.0   | 990      | 85          | 382      | 4     | 62       | 782      | 59    | 3        | 462   | 402      | 3.44     | 1.31    |

- 2024年度シーズン終了時
- 各年度の太字はリーグ最多

### 年度別守備成績
| 年 度 | 球 団 | 投手  | 投手  | 投手  | 投手  | 投手  | 投手     |
| 年 度 | 球 団 | 試 合 | 刺 殺 | 補 殺 | 失 策 | 併 殺 | 守 備 率 |
| ----- | ----- | ----- | ----- | ----- | ----- | ----- | -------- |
| 2015  | 西武  | 8     | 4     | 9     | 1     | 2     | .929     |
| 2016  | 西武  | 22    | 9     | 17    | 2     | 2     | .929     |
| 2017  | 西武  | 7     | 3     | 6     | 0     | 1     | 1.000    |
| 2018  | 西武  | 3     | 1     | 3     | 0     | 0     | 1.000    |
| 2019  | 西武  | 21    | 9     | 28    | 2     | 5     | .949     |
| 2020  | 西武  | 20    | 8     | 16    | 1     | 0     | .960     |
| 2021  | 西武  | 27    | 9     | 27    | 1     | 5     | .973     |
| 2022  | 西武  | 26    | 13    | 20    | 2     | 1     | .943     |
| 2023  | 西武  | 23    | 12    | 24    | 1     | 6     | .973     |
| 2024  | 西武  | 15    | 2     | 18    | 0     | 0     | 1.000    |
| 通算  | 通算  | 172   | 70    | 168   | 10    | 22    | .960     |

- 2024年度シーズン終了時
- 各年度の太字はリーグ最高

### 表彰
- 月間MVP：1回（投手部門：2015年8月）
- スピードアップ賞：1回（投手部門：2022年）

二軍
- 優秀選手賞：1回（2015年）

### 記録
初記録
投手記録
- 初登板・初先発登板：2015年8月2日、対福岡ソフトバンクホークス18回戦（西武プリンスドーム）、3回0/3を4失点で敗戦投手（自責点3）[30]
- 初奪三振：同上、2回表に李大浩から空振り三振
- 初勝利：2015年8月9日、対オリックス・バファローズ18回戦（京セラドーム）、5回1/3を無失点[31]
- 初完投・初完投勝利・初完封勝利：2015年8月23日、対千葉ロッテマリーンズ20回戦（西武プリンスドーム）、9回無失点[33]

打撃記録
- 初打席：2016年6月15日、対広島東洋カープ2回戦（MAZDA Zoom-Zoom スタジアム広島）、3回表に三前犠打
- 初安打：2025年6月20日、対読売ジャイアンツ1回戦（東京ドーム）、2回表に赤星優志から遊前内野安打[188]

節目の記録
- 1000投球回：2024年5月24日、対オリックス・バファローズ7回戦（ベルーナドーム）、1回表一死目に福田周平を中飛 ※史上369人目[219]

その他の記録
- 1イニング4奪三振：2023年4月8日、対福岡ソフトバンクホークス1回戦（ひなたサンマリンスタジアム宮崎）、2回裏に栗原陵矢、牧原大成（振り逃げ）、中村晃、上林誠知から ※史上27人目28度目、パ・リーグ史上12人目13度目[220][221]
- 交流戦11戦11敗：2021年6月4日 - 2024年6月15日[注 10] ※NPB史上ワースト[161]
- 交流戦12連敗：2021年6月4日 - 継続中 ※NPB史上ワースト[162]
- 開幕から11連敗：2024年 ※史上4人目、パ・リーグタイ記録[169]
- 自身13連敗：2024年4月14日 - 2025年4月15日※西武球団ワースト記録
- オールスターゲーム出場：1回（2019年）
- 開幕投手：3回（2021年 - 2023年）

### 背番号
- 17（2015年[18] - 2018年）
- 13（2019年[63] - ）

### 代表歴
- 第26回AAA世界野球選手権大会日本代表
- 第10回18Uアジア野球選手権大会 日本代表